# José Coelho de Noronha
José Coelho de Noronha (Lisbonne, 1704 - Vila de São José Del Rei, 1765), est un artisan et sculpteur actif au Brésil colonial, dans la région minière de l'État de Minas Gerais pendant le cycle de l'or (pt).
Il a notamment formé l'Aleijadinho, collaborant ainsi à la production artistico-religieuse de la période du baroque brésilien dans le Minas Gerais, notamment à la sculpture des autels de l'église mère de Caeté, le projet du père de l'Aleijadinho, Manuel Francisco Lisboa.
Il est considéré comme un sculpteur de prestige et de renommée à son époque,.

## Biographie
José Coelho de Noronha naît à Lisbonne en 1704.
Installé dans la Fazenda da Boa Vista, dans la Vila de São José del Rei, aujourd'hui Tiradentes, dans le Minas Gerais pendant la période coloniale, il a travaillé à Mariana, Caeté, Ouro Preto, Barão de Cocais, Santa Bárbara et São João del-Rei, selon l'inventaire de 97 pages de Coelho de Noronha, découvert par Aziz Pedrosa, étudiant en maîtrise à l'université fédérale du Minas Gerais.
José Coelho de Noronha meurt à Vila de São José Del Rei en 1765. Il est mort violemment, mais dans des circonstances inconnues.

## Œuvre
Œuvres dont la paternité est assurée par l'existence de reçus pour le paiement des travaux, selon les recherches d'Aziz Pedrosa :
- Barão de Cocais
  - Église mère de Saint Jean Baptiste – taille d'architecture (1762), retouchée par l'Aleijadinho en 1763.

- Caeté
  - Église mère de Notre Dame du Bon Succès – sculpture du retable principal (1758).

- Mariana
  - Cathédrale du Siège – retables de Notre Dame de la Conception (1747), de Saint Michel, des Âmes, de Saint Antoine et de Notre Dame du Rosaire (1748)[6] ; sculpture du retable principal de Notre Dame de la Conception (1751).
  - Chapelle du palais de l'évêque – sculpture du petit oratoire (1749).

- Ouro Preto
  - Église mère de Notre Dame de la Conception d'Antônio Dias – réparations du retable de Notre Dame du Rosaire (1750) ; et augmentation réalisée dans le chœur.
  - Basilique mineure de Notre Dame du Pilier (pt) – éloge funèbre (travail comme évaluateur, en 1753) de l'œuvre du retable principal par Francisco Xavier de Brito[7] et des ajustements au chœur (1754).
  - Pour le lieutenant João de Siqueira – sculpture d'oratoire (1754)[6].

- Santa Bárbara
  - Église mère de Saint Antoine – travail sur le retable entre 1747 et 1750. On pense que la pièce se trouve actuellement dans la chapelle du Saint Sacrement de cette église[6].